# Hamacantha bowerbanki
Hamacantha bowerbanki är en svampdjursart som beskrevs av William Lundbeck 1902. Hamacantha bowerbanki ingår i släktet Hamacantha och familjen Hamacanthidae.
Artens utbredningsområde är Island. Inga underarter finns listade i Catalogue of Life.